# ロス・メトロス
ロス・メトロス(スペイン語:Los Metros)は、メキシコ合衆国の犯罪組織・麻薬カルテル。ガルフ・カルテルから分裂した組織の一つで、 サミュエル・フローレス・ボレゴによって創設された。